# Takeshi Matsuda
Takeshi Matsuda (jap. 松田 丈志, Matsuda Takeshi; * 23. Juni 1984 in Miyazaki) ist ein japanischer Schwimmer.

## Werdegang
Matsuda erreichte bei den Kurzbahnweltmeisterschaften 2004 in Indianapolis drei Endläufe. Über 400 m Freistil und mit der 4-mal-100-Meter-Lagenstaffel erreichte er Rang sechs, über 200 m Schmetterling wurde Matsuda Achter. Einmal erreichte er ein Finale bei den Olympischen Sommerspielen 2004 in Athen. Über 400 m Freistil wurde er Achter und damit Letzter. Über 1500 m Freistil schied er im Vorlauf aus, über 200 m Schmetterling im Halbfinale. Den endgültigen internationalen Durchbruch schaffte der Japaner bei den Weltmeisterschaften 2005 in Montreal mit dem Gewinn der Silbermedaille auf der 200-m-Schmetterlingstrecke. Mit der 4 × 200-m-Freistilstaffel wurde Matsuda Fünfter. Zweimal Bronze konnte er im folgenden Jahr bei den Pan-Pazifischen Spielen in Victoria über 1500 m Freistil und 200 m Schmetterling gewinnen. Mit der 4 × 200-m-Freistilstaffel wurde er zudem Vierter, über 400 m Freistil Sechster. Außerdem trat er bei der Sommer-Universiade 2005 an und gewann Bronze über 400 m und 800 m Freistil sowie Silber über 200 m Freistil und mit der Staffel.
Sein bestes Ergebnis bei den Weltmeisterschaften 2007 in Melbourne erreichte Matsuda mit der 4 × 200-m-Freistilstaffel. Auf anderen Strecken konnte sich der Japaner nicht für Endläufe qualifizieren. In Peking nahm er zum zweiten Mal an Olympischen Sommerspielen teil. Nachdem er über 400 m Freistil schon im Vorlauf ausgeschieden war, erreichte er über 200 m Schmetterling das Finale und erreichte dort hinter Michael Phelps und László Cseh den dritten Platz.